# 懷特伯德 (愛達荷州)
懷特伯德（英語：White Bird）是一個位於美國愛達荷州愛達荷縣的城市。

## 地理
懷特伯德的座標為45°45′40″N 116°18′06″W / 45.76111°N 116.30167°W，而該地的平均海拔高度為482米（即1581英尺）。

## 人口
根據2020年美國人口普查的數據，懷特伯德的面積為0.17平方千米，當中陸地面積為0.17平方千米，而水域面積為0.00平方千米。當地共有人口83人，而人口密度為每平方千米488.24人。